# Педерсенів закон (акцентологія)
Пéдерсенів закон (інколи «закон Сосю́ра — Пéдерсена») — нефонетичний, можливо, один із найдавніших акцентуальних процесів за часів балто-слов'янської єдності. Суть закону полягає в «пересуві» наголосу в іменниках, що містили більше ніж два склади, «ліворуч» — з одного складу на попередній.
- *dʰugh₂tḗr →… лит. duktė̃ «дочкá» (два склади), але dùkterį «дочку́» (бо три склади).
- *poh₂imń̥ →… лит. piemuõ «пасту́х» (два склади), але píemenį «пастуха́» (бо три склади).
- *do‑u̯édʰoh2 → слов. *dȍ‑vedǫ.
- *gʰolHwéh₂ →… укр. головá, але гóлову, лит. galvà, але gálvą «так само», gálva «головою».
- лит. druskà «сіль», але drùskinis «сольовий».
- *ne + vẽda →… лит. nèveda.

Є. Курилович запропонував «сконвертувати» даний закон так:
- *хẋх → ẋхх та
- *ххẋ → хẋх, де х — будь-який склад, а ẋ — наголошений.

## Історія

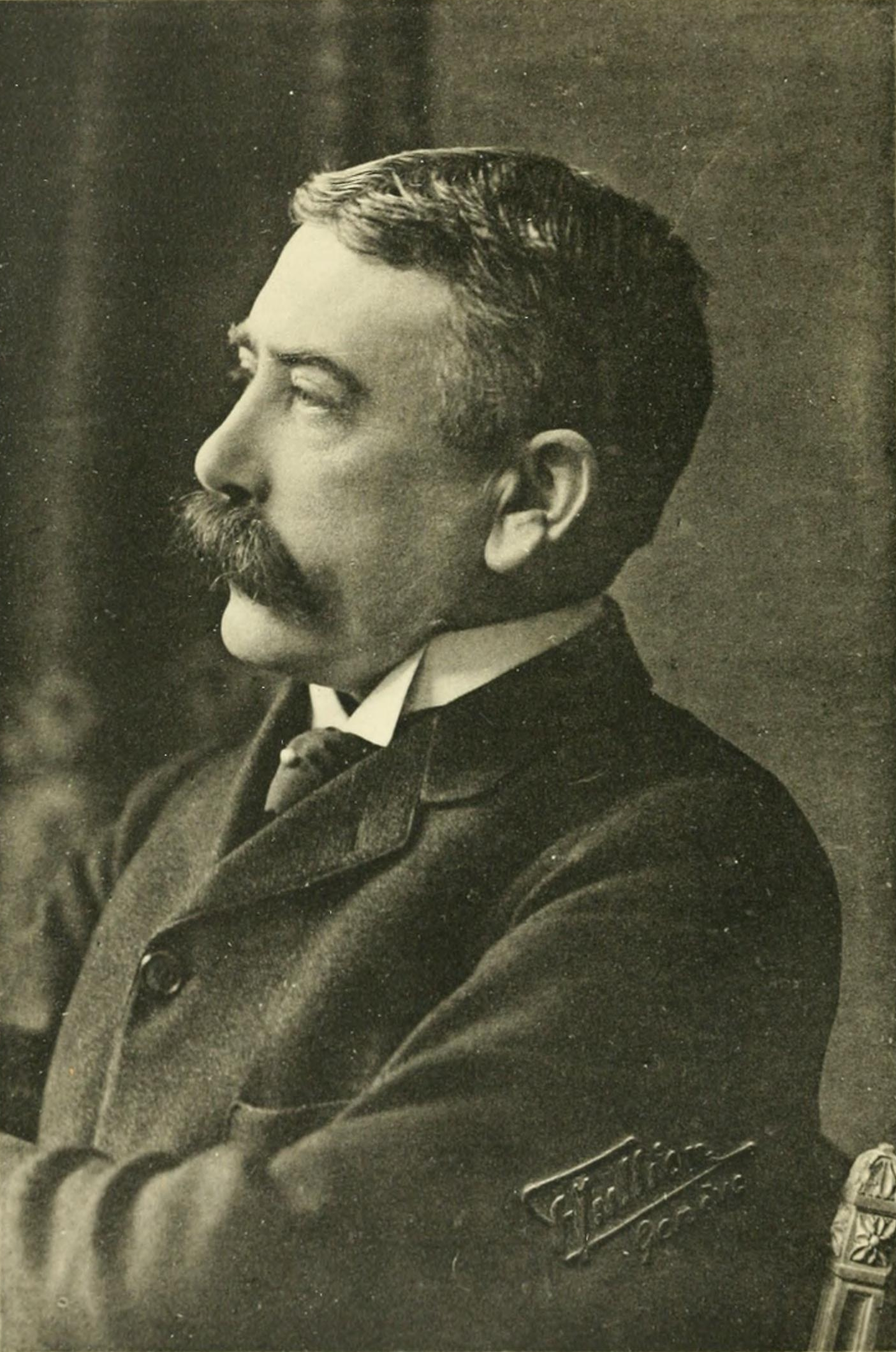
Фердинан де Сосюр

Спершу пересув наголосу із середнього складу 1896 року запропонував для балтійських мов Ф. де Сосюр, додавши виноску:
|                     | Il est malheureusement difficile de dire le caractère exact qu'aurait cette loi, car il ya des obstacles à la transformer en loi phonétique pure et simple |
| — Фердинан де Сосюр | |

Ф. де Сосюр виявив у литовській мові близькість «рухливості» акценту до греко-арійських нетематичних імен і запропонував таку схему виникнення маргинальної рухливості для багатоскладних основ, у той час як у наз. відм. однини наголос падав на останній склад (пор. гр. thugatér «дочкá» і thugatéra «дочку́»):
| Відмінок  | Грець. | Пралитов.   | Литов.   |
| --------- | ------ | ----------- | -------- |
| Називний  | πατήζ  | *duktė̃ →    | duktė̃    |
| Родовий   | πατζός | *duktẽres → | dukterès |
| Давальний | πατέζι | *duktẽri →  | dùkteri  |
| Знахідний | πατέζα | *duktẽrin → | dùkterį  |

Тобто, на думку Ф. де Сосюра, маргінальна рухливість литовських нетематичних імен могла виникнути з індоєвропейської «рухливості» внаслідок перекидання наголосу зі складу елемента, що передує закінченню, на початок словоформи.
Пізніше 1933 року Г. Педерсен поширив дію закону і на слов'янські мови, вирішивши проблему Ф. де Сосюра:
|                    | Recul d'un accent qui contrastait avec un autre accent (final) dans le même paradigme, et qui à cause de cecontraste était exagéré et anticipé |
| — Гольгер Педерсен | |

Він уважав, що пересув наголосу розповсюдився з іменників основ на приголосний на *ā-, *ŏ- основи. Із цим погоджується Ф. Кортландт.

### Хронологія
Нині важко встановити навіть відносну хронологію. Ф. Кортландт уважає, що це чи не найперший закон такого типу, можливо, навіть найдавніший акцентуальний закон за часів балто-слов'янської єдності. На його думку, дане явище мало місце двічі: спочатку в балто-слов'янській спільноті, а потім, після роз'єднання, уже тільки в слов'янських мовах. Цьому підтвердженням є те, що, наприклад, у російській пересув наголосу є там, де його не знають балтійські мови. Зазвичай, «другий» пересув відбувається на прийменник: нá воду [нá ваду] «на вóду», нá ноги [нá наги] «на нóги», нé был «не бýв», прóдал «продáв», пóвод [пóвад] «привід», вó время «учасно» тощо.
Педерсенів закон діяв після закону Ілліча-Світича.

### У литовській мові
Балтійські мови однозначно свідчать, що були два тимчасово різні пересуви. Так, у литовській є такі дієслова, де акцент пересунувся на префікс і які мають рухомий наголос в активних дієприкметниках: vedù, vẽda, nèveda, prìveda, vedãs, vẽdantį, vẽdė. Інші ж дієслова мають закріплений наголос на кореневому складі, окрім хіба що тих форм, де діє закон Сосюра, як-от: sakaũ, sãko, nesãko, sãkąs, sãkė.